# José Rives
José Rives Flores (Madrid, 20 agosto 1940) è un ex calciatore spagnolo, di ruolo centrocampista.

## Carriera
Con l'Atlético Madrid ha vinto la Coppa delle Coppe nella stagione 1961-1962.

## Palmarès

### Competizioni nazionali
- Segunda División (Spagna): 1

Malaga: 1966-1967

### Competizioni internazionali
- Coppa delle Coppe: 1

Atlético Madrid: 1961-62